# Saaler Mühle
Saaler Mühle ist ein Ortsteil im Stadtteil Kippekausen von Bergisch Gladbach. 

## Geschichte
Der Name Saaler Mühle geht auf die mittelalterliche Getreidemühle zurück, die hier bis in die 1980er Jahre stand. Im Urkataster war sie östlich von Auf'm Keppinghausen (= Kippekausen) verzeichnet. Als Getreidemühle wurde sie in der Frühen Neuzeit wieder aufgegeben. Im 18. Jahrhundert nahm man sie als Ölmühle wieder in Betrieb. Zu Beginn des 20. Jahrhunderts wurde sie als Mühle gänzlich außer Betrieb genommen und bildete seit den 1920er Jahren ein beliebtes Ausflugsziel.
Die Topographia Ducatus Montani des Erich Philipp Ploennies, Blatt Amt Porz, belegt, dass der Wohnplatz 1715 als Freihof kategorisiert wurde und mit Sahl bezeichnet wurde.
Carl Friedrich von Wiebeking benennt die Hofschaft auf seiner Charte des Herzogthums Berg 1789 als Saal. Aus ihr geht hervor, dass Saal zu dieser Zeit Teil der Honschaft Refrath im Kirchspiel Bensberg war.
Unter der französischen Verwaltung zwischen 1806 und 1813 wurde das Amt Porz aufgelöst und Saal wurde politisch der Mairie Bensberg im Kanton Bensberg zugeordnet. 1816 wandelten die Preußen die Mairie zur Bürgermeisterei Bensberg im Kreis Mülheim am Rhein.
Der Ort ist auf der Topographischen Aufnahme der Rheinlande von 1824 und auf der Preußischen Uraufnahme von 1840 als Saaler Mühle verzeichnet. Ab der Preußischen Neuaufnahme von 1892 ist er auf Messtischblättern regelmäßig als Saal, Saaler Mühle oder ohne Namen verzeichnet.
Aufgrund des Köln-Gesetzes wurde die Stadt Bensberg mit Wirkung zum 1. Januar 1975 mit Bergisch Gladbach zur Stadt Bergisch Gladbach zusammengeschlossen. Dabei wurde auch Saaler Mühle Teil von Bergisch Gladbach.
| Jahr | Einwohner | Wohn- gebäude | Kategorie           | Politische / kirchliche Zugehörigkeit                         |
| ---- | --------- | ------------- | ------------------- | ------------------------------------------------------------- |
| 1830 | 12        |               | Bauerngut und Mühle | Bürgermeisterei Bensberg, Pfarrgemeinde Bensberg Saal genannt |
| 1845 | 17        | 2             | Mühle und Bauergut  | Bürgermeisterei Bensberg, Pfarre Bensberg Saal genannt        |
| 1871 | 64        | 8             | Hofstelle           | Bürgermeisterei Bensberg Saal genannt                         |
| 1885 | 50        | 10            | Wohnplatz           | Bürgermeisterei Bensberg, Kirchspiel Refrath                  |
| 1895 | 16        | 2             | Wohnplatz           | Bürgermeisterei Bensberg, Kirchspiel Refrath                  |
| 1905 | 18        | 2             | Wohnplatz           | Bürgermeisterei Bensberg, katholische Pfarre Refrath          |

Die Zahlen beinhalten auch den Wohnplatz Saal.

## Heutige Bebauung
Das Gelände wurde seit den 1960er Jahren stark verändert. Nacheinander entstanden hier verschiedene Bauwerke, denen schließlich das alte Gebäude der Saaler Mühle zum Opfer fiel. Folgende Einrichtungen wurden hier durch die bis 1974 selbständige Stadt Bensberg und anschließend durch die neu geschaffene Großstadt Bergisch Gladbach gebaut:
- Die Otto-Hahn-Realschule Bensberg[9],
- das Otto-Hahn-Gymnasium Bensberg[10],
- 1969 ein Hallenbad, später erweitert durch ein Außenbecken mit Wellenbad,[11]
- Aus dem Hallen- und Wellenbad entstand in den 1990er Jahren das Sauna-, Wellness- und Therme-Center Mediterana.[11][12];